# Baranie
Baranie (słow. Stávok; 754 m n.p.m.) – szczyt w Beskidzie Niskim, w paśmie Beskidu Dukielskiego.
Do jesieni 2005 na jej szczycie znajdowała się wieża obserwacyjna (stalowa), zbudowana w czasie II wojny światowej przez Niemców. Konstrukcja runęła zimą 1999/2000. Od jesieni 2005 do wiosny 2006 trwały prace nad nową wieżą widokową (drewnianą) wysokości około 17 m, którą wznieśli Słowacy (turyści ze Svidníka i okolic, członkowie stowarzyszenia „Nizke Beskydy”). Z wieży przy sprzyjających warunkach widoczne były Tatry, Bieszczady i Połoninę Równą. Z uwagi na zły stan techniczny wieża została podcięta i przewrócona pod koniec kwietnia 2019.

## Piesze szlaki turystyczne
- Ożenna – Przełęcz Mazgalica – Baranie (754 m n.p.m.) – Barwinek – Przełęcz Dukielska (500 m n.p.m.)
- Baranie – Olchowiec – Wilsznia – Smereczne – Tylawa